# Stranezza
In fisica delle particelle, la stranezza S è un numero quantico necessario per descrivere certe particelle a vita relativamente lunga. Esso è descritto come il numero degli anti-quark strani {\displaystyle {\overline {s}}} meno il numero dei quark strani {\displaystyle s} in una particella.
{\displaystyle S=n_{\overline {s}}-n_{s}}
Il motivo di questa definizione poco intuitiva risiede nel fatto che il concetto di stranezza è stato introdotto prima che fosse scoperta l'esistenza dei quark e per coerenza con la definizione originale il quark strano deve avere stranezza -1 mentre il relativo antiquark deve avere stranezza +1.

## La scoperta del numero quantico stranezza
Le prime prove dell'esistenza delle particelle strane si ebbero nel 1947 quando George Rochester e Clifford Butler osservarono, in camera a nebbia, tracce a forma di V provocate da eventi dovuti a raggi cosmici. L'aumento dell'energia a cui potevano arrivare gli acceleratori di particelle, consentì, successivamente, la creazione in laboratorio di questa tipologia di particelle. Questa circostanza mise in evidenza uno strano comportamento da parte di queste ultime in quanto avevano grandi sezioni d'urto di produzione, che suggeriscono che il processo sia governato dall'interazione forte, e lunghi tempi di decadimento, tipici, invece, dell'interazione debole. Consideriamo, per esempio, il decadimento della particella che, successivamente, prese il nome di {\displaystyle \Lambda }. 
La costante di decadimento ottenuta sperimentalmente è dell'ordine di {\displaystyle 10^{10}} {\displaystyle {\text{s}}^{-1}}. Questo risultato deve essere confrontato con la medesima costante calcolata a partire dall'ipotetica reazione di produzione. A tal fine si consideri la reazione di decadimento (osservata):
(1.1)  {\displaystyle \Lambda \Rightarrow p+\pi ^{-}}
dove con {\displaystyle \Rightarrow } si indica una reazione dovuta all'interazione forte.
L'elemento di matrice può essere approssimativamente calcolato
dalla reazione di produzione:
(1.2)  {\displaystyle \pi +p\Rightarrow \Lambda +\pi }
Così facendo si ottiene una costante di decadimento dell'ordine di {\displaystyle 10^{22}} {\displaystyle {\text{s}}^{-1}}, cioè {\displaystyle 10^{12}} volte più grande di quella misurata sperimentalmente. È possibile dimostrare che si cade nella stessa contraddizione anche se si va ad analizzare la reazione di produzione dei K. Si cercò di risolvere il paradosso con l'ipotesi di una produzione associata: le particelle strane, così chiamate proprio a causa di questo loro strano comportamento, vengono prodotte dall'interazione forte solamente a coppie; una volta separate esse decadono debolmente in particelle non strane. Vari processi di produzione associata furono poi effettivamente osservati, per esempio:
(1.3)  {\displaystyle \pi ^{-}+p\Rightarrow \Lambda +K^{0}}
oppure
(1.4)  {\displaystyle p+p\Rightarrow p+\Lambda +K^{+}}
Nonostante l'osservazione sperimentale di queste reazioni costituisse una prova della validità della teoria della produzione a coppie, quest'ultima non era in grado di motivare il fatto che non si riuscisse ad osservare la reazione:
(1.5)  {\displaystyle n+n\Rightarrow \Lambda +\Lambda }
che ha una soglia di energia molto inferiore rispetto alle reazioni descritte nelle equazioni (1.3) e (1.4).
La risposta venne da Gell-Mann e Nishijima solo nel 1953 allorché introdussero, nella teoria, un nuovo numero quantico che chiamarono, appunto, stranezza, postulando che venisse conservata dall'interazione forte.
La stranezza è definita dalla reazione:
(1.6)   {\displaystyle Q=I_{3}+{\frac {B+S}{2}}}
dove Q rappresenta la carica elettrica della particella in unità {\displaystyle e} (carica del protone ovvero il valore della carica dell`elettrone presa con segno positivo), {\displaystyle I_{3}} la terza componente dell'isospin e {\displaystyle B} il numero barionico (che corrisponde al numero di nucleoni presenti tra i prodotti del decadimento).
Si noti che l'introduzione di un nuovo numero quantico e il presupposto che questo venga conservato dall'interazione forte, fornisce, conseguentemente, regole di selezione che proibiscono la realizzazione di determinate reazioni tra le quali quelle descritte dalle equazioni (1.1) (infatti è un decadimento debole), (1.2) o (1.5). Sperimentalmente si osserva che la stranezza viene conservata anche dall'interazione elettromagnetica ma non dall'interazione debole. È per questo che una particella strana può decadere in maniera forte in un'altra particella strana ad energia minore (se questa esiste) ma non può decadere in una particella non strana se non tramite un
decadimento debole e quindi con lunghi tempi di decadimento.
Per convenzione la carica di sapore e la carica elettrica di un quark hanno lo stesso segno.

## Conservazione della stranezza
La stranezza è stata introdotta originariamente per spiegare il fatto che certe particelle, quali i mesoni kaone, o certi iperoni sono sempre prodotti a coppie. In queste reazioni si assume che una certa proprietà, chiamata appunto stranezza, è conservata.
La stranezza è conservata durante l'interazione forte e l'interazione elettromagnetica ma non durante le interazioni deboli. Conseguentemente le particelle più leggere che contengono un  quark strano non possono decadere per opera dell'interazione forte. In molti casi il valore assoluto della variazione in stranezza è 1. Comunque questo non deve essere necessariamente considerato di secondo ordine nelle reazioni deboli dove vi è un miscuglio di mesoni {\displaystyle K^{0}} e {\displaystyle {\overline {K}}^{0}}.